# Rothalsige Silphe
Die Rothalsige Silphe (Oiceoptoma thoracicum) ist eine Art aus der Familie der Aaskäfer (Silphidae).

## Merkmale
Rothalsige Silphen werden 12 bis 16 Millimeter lang und haben einen flachen und ovalen Körper. Die Deckflügel sind schwarz gefärbt, der Halsschild hingegen ist auffällig orange bis rot gefärbt und mit feinen, anliegenden goldenen Haaren bedeckt. Durch den roten Halsschild sind sie unverwechselbar. Auf den Deckflügeln kann man ein paar hervorstehende Längsrippen erkennen, der Rand ist etwas nach oben gebogen. Die Fühler sind am Ende kolbenartig verdickt.

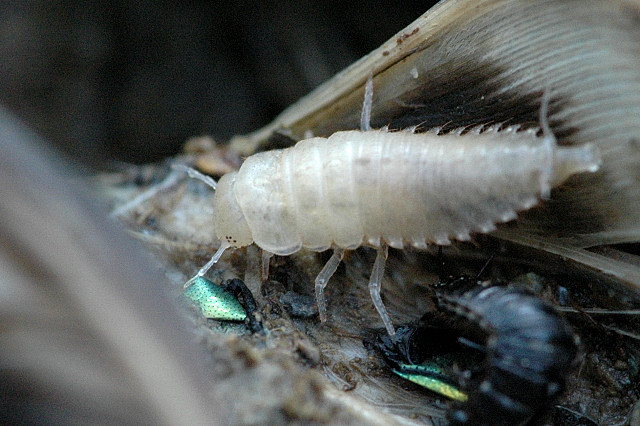
Larve

## Vorkommen
Die Käfer sind in der Paläarktis, auch im hohen Norden weit verbreitet. Man findet sie häufig an Kot oder Aas, sehr oft auch an reifen Stinkmorcheln.

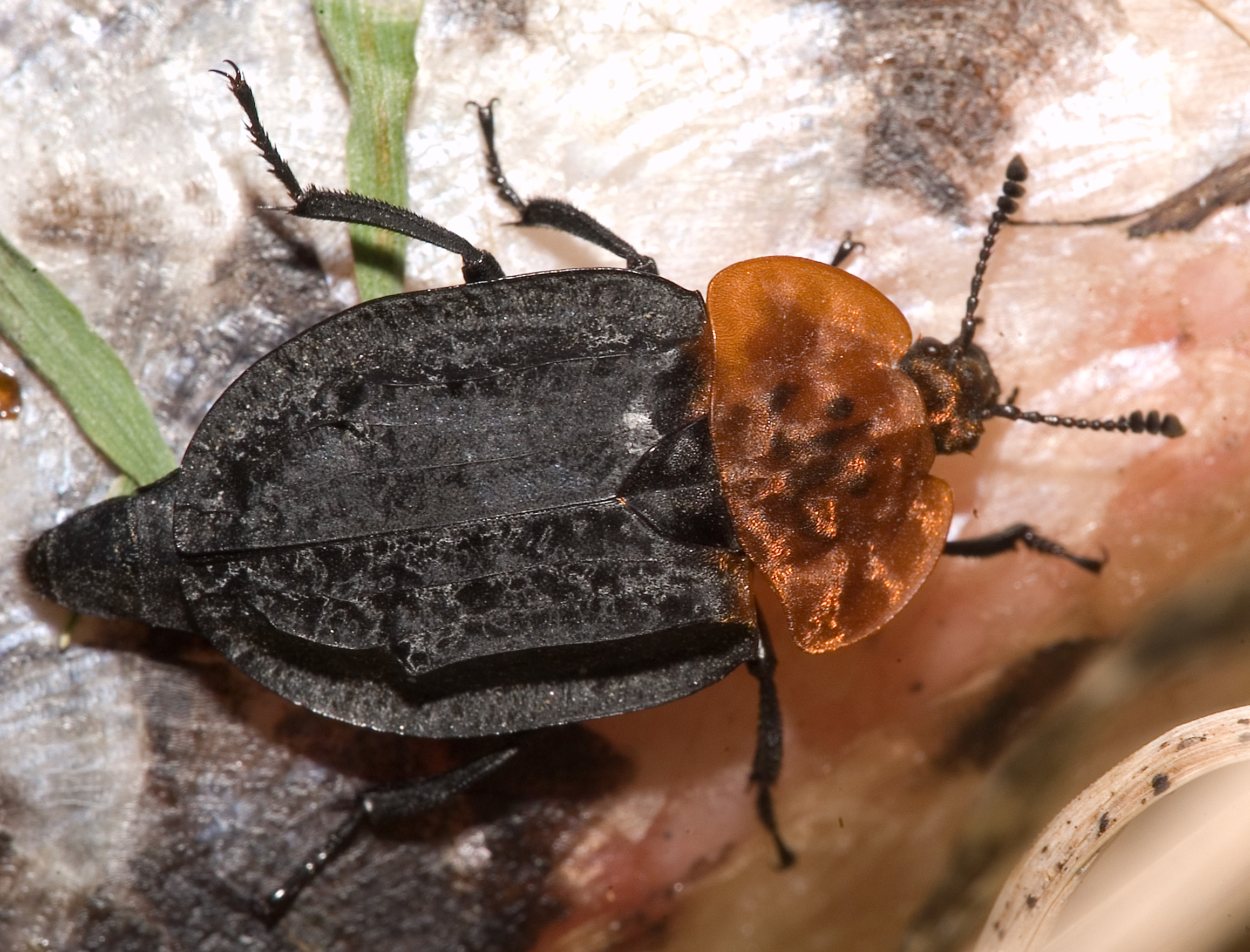
Rothalsige Silphe auf einem toten Fisch

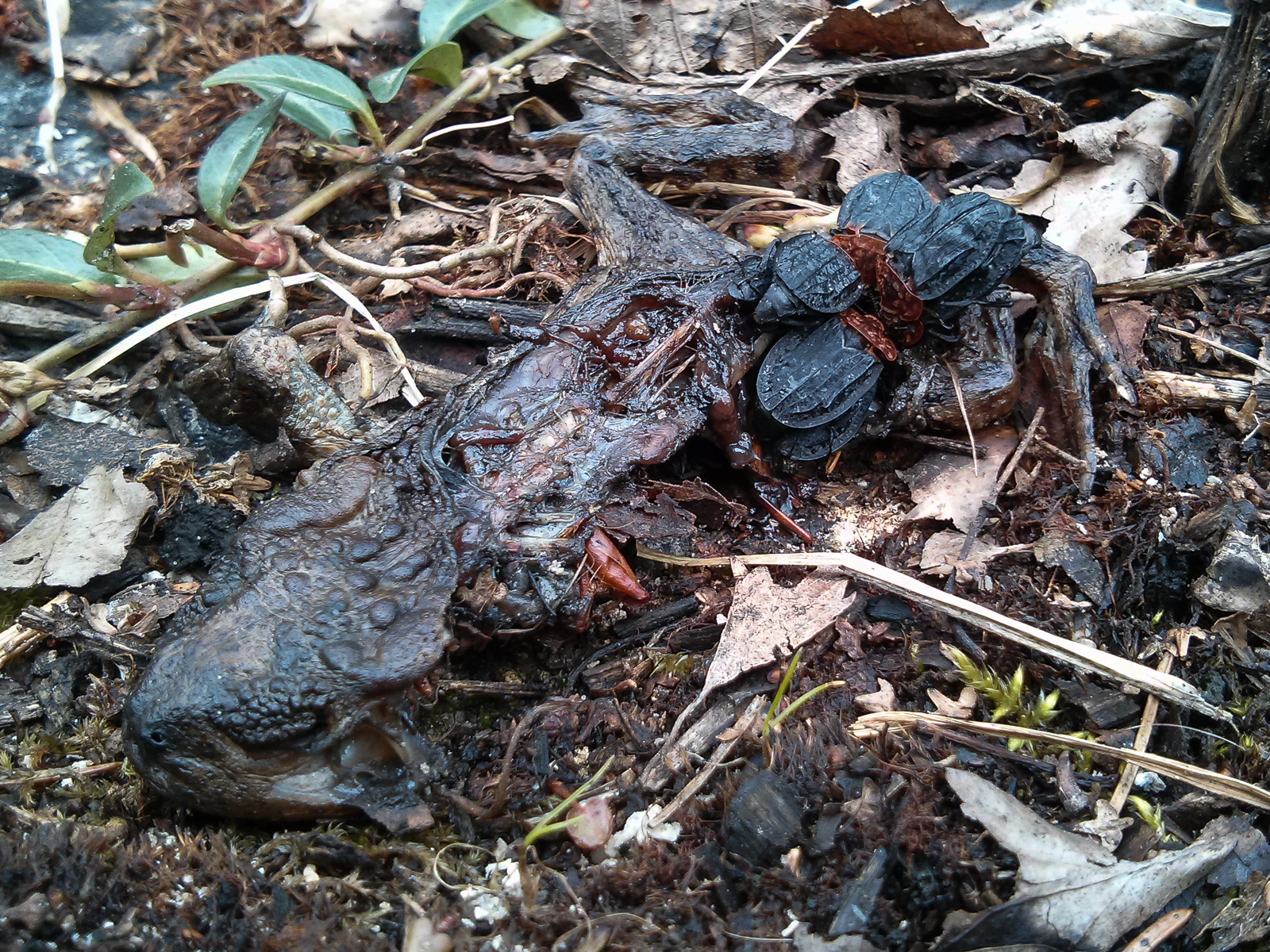
Rothalsige Silphen (Oiceoptoma thoracicum) fressen an einem toten Frosch.

## Lebensweise
Die Rothalsige Silphe ernährt sich vorwiegend von Kot, Aas und verfaulenden Pflanzen. Stinkmorcheln profitieren von den Käfern, da sie deren Sporen verbreiten. Die Larven führen eine ähnliche Lebensweise wie die ausgewachsenen Käfer. Man kann sie gleichzeitig mit den erwachsenen Käfern finden.